# Lake Alma
Lake Alma ist ein See bei Gregully Creek im Norden des australischen Bundesstaats Western Australia.
Der See ist 1,3 Kilometer lang, 250 Meter breit und liegt auf 14 Metern über dem Meeresspiegel.